# Садыгов, Эльчин Джахангир оглы
Эльчи́н Джаханги́р оглы́ Сады́гов (азерб. Elçin Cahangir oğlu Sadıqov; 14 июня 1989, Елгава, Латвийская ССР, СССР) — азербайджанский футболист, вратарь.

## Биография
Эльчин Садыгов родился 14 июня 1989 года в городе Елгава, Латвийской ССР. В 1991 году вместе с семьей переехал в Азербайджан, в город Закатала. Прожив там пять лет, в 1996 году переехал в город Шамкир, где впервые стал заниматься футболом в детской группе клуба «Шамкир». Первым тренером был Расим Алиев. В 15 лет был призван в юношескую сборную страны U-17, в связи с чем в 2005 году переехал в Баку.

## Клубная карьера
С 2008 года защищал цвета клуба премьер-лиги Азербайджана — «Нефтчи» (Баку). В команде играл под № 2. До этого выступал во втором составе клуба, команде «Нефтчи-2».
В сезоне 2007 года принимал участие в составе «Нефтчи» в первом квалификационном раунде Кубка УЕФА, против австрийского клуба «Рид». В сезоне 2008 года принимал участие в составе «Нефтчи» в матчах первого, второго и третьего этапов Кубка Интертото, против клубов «Нитра» (Словакия), «Жерминаль» (Бельгия) и «Васлуй» (Румыния).
В чемпионате Азербайджана дебютный матч сыграл 15 мая 2010 года против «Карабаха». В своих первых четырёх матчах чемпионата страны не пропускал голов (три из них отыграл полностью, ещё в одном вышел на две минуты).
После ухода из «Нефтчи» выступал в высшем дивизионе за «Сумгаит», «АЗАЛ», «Араз», «Баку» и «Ряван», но ни в одном из клубов не смог стать основным игроком. Сезон 2016/17 провёл в первом дивизионе за клуб «Карадаг Локбатан».

## Достижения
- Чемпион Азербайджана: 2010/11

## Сборная Азербайджана
Играл за сборные Азербайджана до 17 и до 19 лет. Участник отборочного раунда юношеского чемпионата Европы (U-19) 2007 года. На турнире, проходившем в октябре 2007 года в австрийских городах Линц, Пашинг, Рид и Штайр, выходил на поле в матчах против сверстников из Шотландии  (недоступная ссылка) (2 — 0), Молдавии  (недоступная ссылка) (0 — 0), Норвегии  (недоступная ссылка) (2 — 1) и Исландии  (недоступная ссылка) (2 — 5).
В составе молодёжной сборной Азербайджана выступал под № 1. С 4 по 10 января 2009 года в составе молодёжной сборной проходил учебно-тренировочные сборы в турецком городе Анталья. В отборочном турнире молодёжного чемпионата Европы 2011 года сыграл 3 матча.